# Lafuma
Die Lafuma AG ist ein französischer Hersteller von Sportbekleidung und -geräten sowie Gartenmöbeln.

## Marken
Zur Lafuma-Gruppe gehören folgenden Marken (Stand 2015):
- Lafuma (Outdoorbekleidung und Gartenmöbel),
- Millet Mountain Group (Bergsportbekleidung und -ausrüstung),
- Oxbow (Surf- und Snowboards),
- Eider (Skimode- und Bergsportbekleidung)
- Killy (Skimode nach dem Skifahrer [Jean-Claude Killy])

2013 kündigte das an Lafuma bereits beteiligte Schweizer Wäscheunternehmen Calida an, Lafuma übernehmen zu wollen. Felix Sulzberger ist in der operativen Leitung beider Unternehmen.

## Geschichte
Victor, Alfred und Gabriel Lafuma waren ursprünglich Gerber und Sattler in Anneyron, 70 km südlich von Lyon, Frankreich. 1928 gründete der älteste Sohn, Victor, das eigene Unternehmen mitten im Dorf, an der Place Rambaud. Zwei Jahre später arbeiteten alle Brüder zusammen und gründeten die „Société LAFUMA Frères SARL“.
Anfangs produzierte die Firma Funktionstaschen aller Art, beispielsweise Fahrrad- und Motorradtaschen, Einkaufstaschen, Mahlzeittaschen (auf Französisch „Musette“, eine Tasche, um das Mittagsessen zu transportieren – auf Deutsch: „Futtersack“) und Accessoires wie Hosenträger. Diese verkauften sie im eigenen Laden namens „Chez Lafuma“. Ebenso verkauften sie Rucksäcke eines anderen Herstellers namens Millet. Die Brüder entwickelten bald ihre eigene Version eines funktionalen und praktischen Rucksacks, bei dem man Last und Körperkonstitution einstellen kann. Das Patent wurde ihnen am 22. Januar 1936 zuerkannt: der sac tyrolien perfectionné war entstanden, zu Deutsch, der „verbesserte Tiroler (Ruck-)sack“, mit Armatur versehen. Diese Armatur stellt die Firma Rodet her, ebenfalls aus der Region.
Damit begannen Erfolge der jungen Manufaktur; Rucksäcke waren gefragt. Die Firma zählte 80 Angestellte; sie produzierte täglich 1.200 Rucksäcke, davon 200 mit der Armatur, die fortan den Erfolg der weiteren Entwicklungen der Firma prägten.
1936 rüstete Lafuma viele französische Mitglieder der Pfadfinderbewegung, und teilweise die Bergsteiger der ersten französischen Expedition im Himalaya aus. Es entstand ein Dokumentarfilm dazu, „Karakoram“, von Marcel Ichac (1937), der dies belegt.
Ab 1940 gehörte die Ausrüstung von Lafuma zur Ausstattung der Soldaten der französischen Armée, sie begleitete aber auch Berühmtheiten und Wissenschaftler wie Paul-Emile Victor 1947 zum Nordpol, Kapitän Jacques-Yves Cousteau, Sherpa Tenzing Norgay auf dem Mount Everest.
Nach dem II. Weltkrieg entfiel die Armee aus dem Kundenstamm, aber die Zunahme von Automobilen im Haushalt und die neuen Urlaubstrends kurbelten erneut die Geschäfte an. Die Brüder erweiterten 1954 ihr Sortiment mit Campingausrüstung und -Accessoires, wie (Mumien-)Schlafsäcke, Zelte, klappbaren Möbel, Gartenmöbeln.
Die Lafuma-Brüder verpassten die Veränderungen auf dem französischen Absatzmarkt ab den 1970er Jahren, insbesondere in puncto Vertrieb durch Sportartikel-Handelsketten wie Decathlon oder Intersport, welche Eigenmarken gründeten und in Frankreich zu starken Konkurrenten wurden.
1984 meldete Lafuma Insolvenz an und wurde von Philippe Joffards übernommen, der ein Enkel eines der Gründungsmitglieder ist. Er strukturierte die Firma um und diversifizierte das Sortiment mit Sportbekleidungen und einer Neuheit in Frankreich: ein Rucksack als Schulranzen.
1986 wurden ein Teil der Produktion von Frankreich nach Sousse, Tunesien, verlagert und mehrere Vertriebsniederlassungen in Europa eröffnet; kurz darauf auch in den USA und Asien.
1991 stieg Lafuma in den Sportbekleidungsmarkt ein.
1992 erfolgte eine weitere Verlagerung eines Teiles der Produktion, diesmal nach Ungarn. Dort werden technische Textilien entwickelt.
1995 wurde Millet übernommen, weitere Übernahmen folgten, zum Beispiel der Marke Le Chameau oder Big Pack.
Seit 1997 ist Lafuma an der Pariser Börse notiert. Bis 2011 lag die operative Leitung in Händen Philippe Joffards. Anfang 2012 übernahm Felix Sulzberger die Leitung, welcher bereits seit 2004 im Verwaltungsrat saß und seit 2001 Konzernchef beim Schweizer Wäschehersteller Calida ist. Diese ist seit Anfang 2013 mit rund 15 % größter Aktionär Lafumas und kündigte Ende 2013 an, Lafuma übernehmen zu wollen.

## Lafuma heute
Die Lafuma-Gruppe wies 2012 einen Umsatz von etwa 225 Millionen Euro aus. Über die Hälfte des Umsatzes wird heute mit Kleidern erwirtschaftet. Die Marke Lafuma trägt mit etwa 45 % am meisten zum Gesamtumsatz der Gruppe bei, gefolgt von Oxbow, Millet und Chameau. Genaue Zahlen für Killy sind nicht veröffentlicht. Wichtigster Absatzmarkt Lafumas ist mit ca. 60 % des Umsatzes Frankreich. Die Produktion findet in China, Frankreich, Ungarn, Tunesien und Marokko statt.

### Lafuma und die Umwelt
Seit 2008 organisiert Lafuma eine jährliche Putzaktion auf dem Mont Blanc in Zusammenarbeit mit dem Französischen Alpin Club (CAF). Bergführer aus Chamonix sowie technische Berater der Lafuma Group übernehmen die Koordination. Freiwillige sammeln auf dem „Mer de Glace“-Gletscher ca. 3 Tonnen Abfall, die Touristen jedes Jahr dort hinterlassen.